# Gil Ofarim

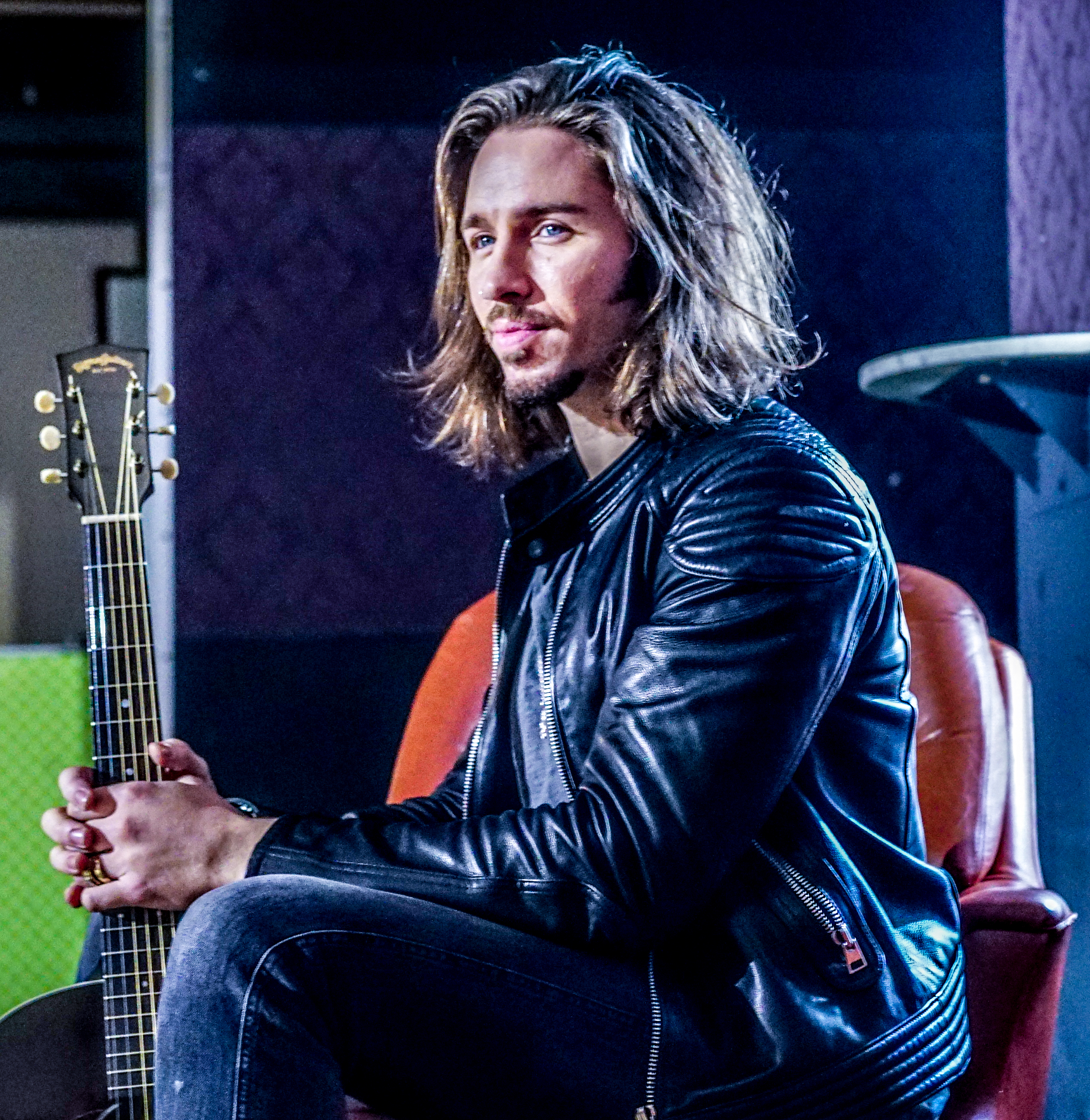
Gil Ofarim (2018)

Gil Ofarim (* 13. August 1982 in München als Gil Doron Reichstadt) ist ein deutscher Rockmusiker. Er tritt sowohl solo als auch als Leadsänger der Bands Zoo Army und Acht. auf. Er arbeitet als Schauspieler, Musical-Darsteller, Synchronsprecher und Radiomoderator. 2021 erregte er öffentliches Aufsehen, als er einem Hotelmitarbeiter Antisemitismus vorwarf, was sich später als Verleumdung erwies, siehe Fall Gil Ofarim.

## Biografie

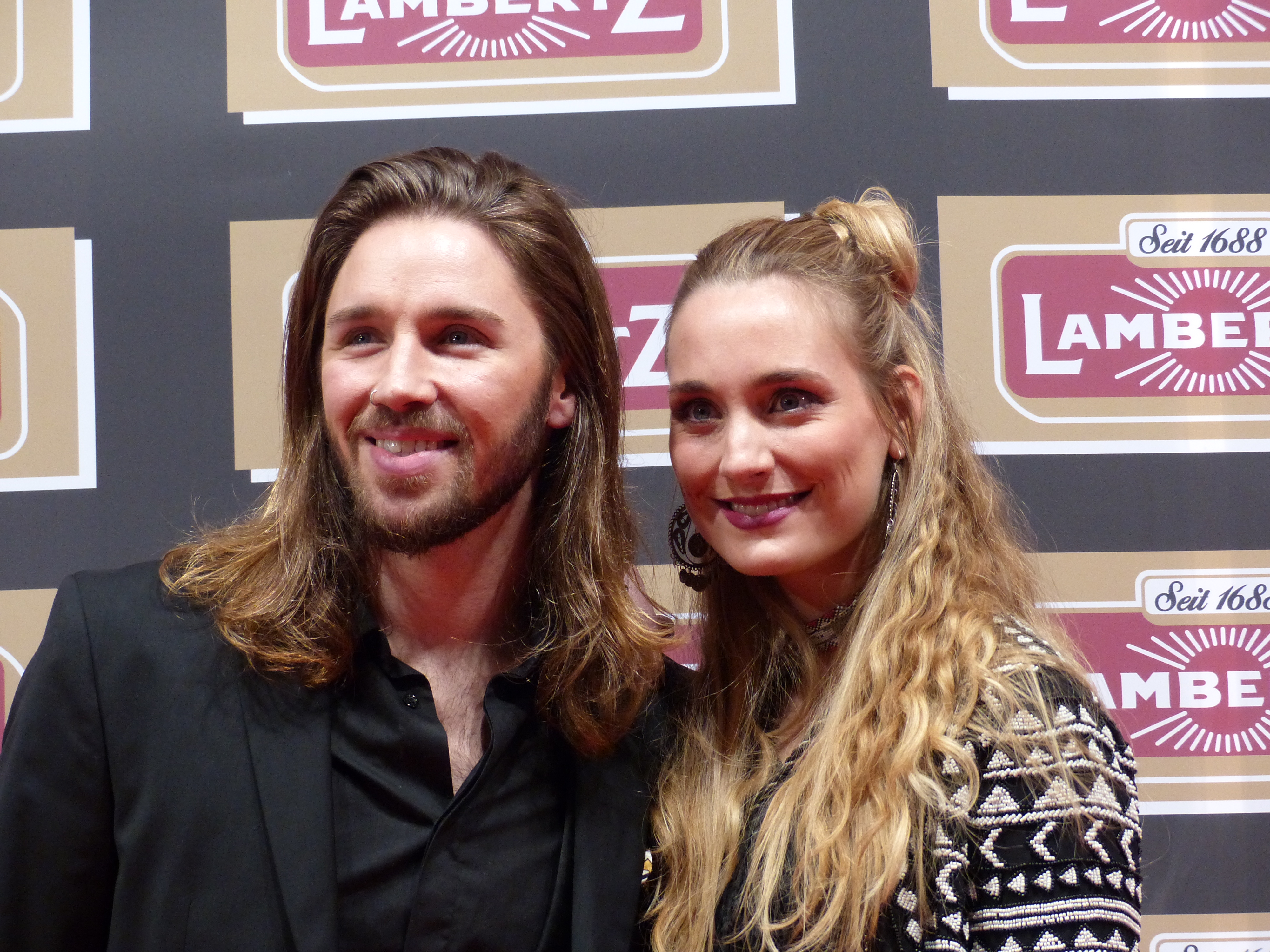
Gil und Verena Ofarim (2016)

Gil Ofarim ist der Sohn des israelischen Sängers Abi Ofarim und dessen dritter Ehefrau Sandra Hirt. Sein Bruder Tal Ofarim war wie er Kandidat bei The Voice of Germany und ist auch Mitglied bei Zoo Army. Ofarim wuchs in einer jüdischen Gemeinde in München auf. Nach dem Besuch einer jüdischen Grundschule wechselte er auf ein städtisches Gymnasium in München.
Im Dezember 2014 heiratete Ofarim Verena Brock; der Ehe entstammen ein Sohn (2015) und eine Tochter (2017). Im März 2018 wurde die Trennung des Paares bekannt.
Im August 2025 heiratete Ofarim zum zweiten Mal. Die Hochzeit fand im Seeschloss Monrepos im baden-württembergischen Ludwigsburg statt.
Gil Ofarim identifiziert sich selbst als säkularer Jude und pflegt seine jüdischen Wurzeln.

### Musikkarriere

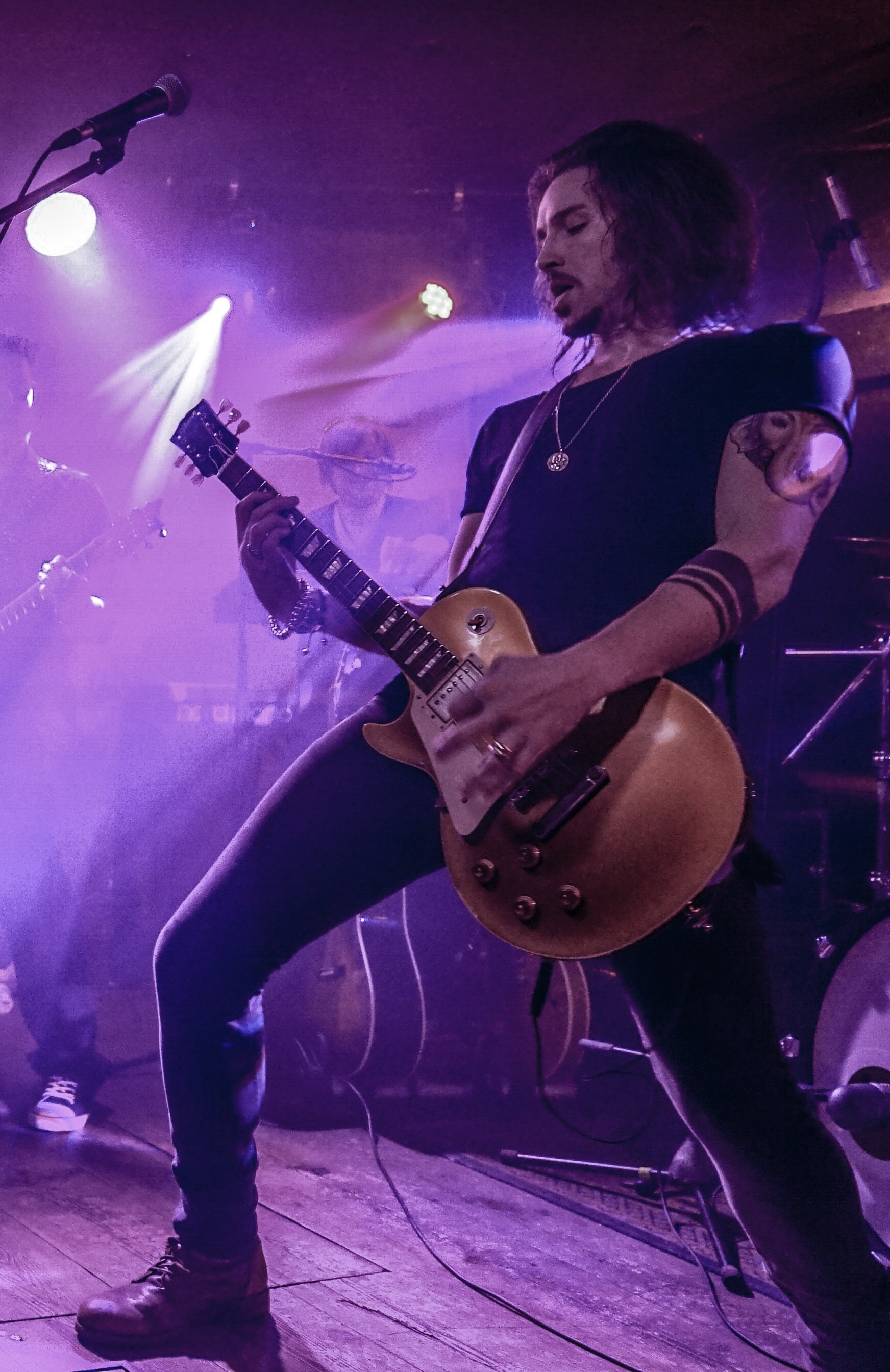
Gil Ofarim (2018)

Als Teenager stellte Gil Ofarim 1997 für eine Foto-Love-Story in der Jugendzeitschrift Bravo einen Musiker dar. Aufgrund der großen Beliebtheit erhielt er einen Plattenvertrag bei BMG Ariola und veröffentlichte Ende 1997 seine erste Single Round ‘N’ Round (It Goes). Anfangs unter dem Namen Gil erreichte er mit weiteren Titeln wie Talk To You, Never Giving Up Now und If You Only Knew Chartplatzierungen. Ab 1998 tourte er drei Jahre lang durch Asien.
Seit 2003 tritt er als Gil Ofarim auf. Im Juni desselben Jahres trat er im Münchner Olympiastadion als Vorgruppe für die Rockband Bon Jovi auf, nachdem Jon Bon Jovi von einem Konzertveranstalter auf den Nachwuchsmusiker aufmerksam gemacht worden war. 2005 gründete Ofarim die Rockband Zoo Army, die im März 2006 ihr Debütalbum 507 veröffentlichte. 2007 lieferte er zwei Songs für die deutschen Soundtracks von Disney-Kinofilmen: In Triff die Robinsons sang er Mehr als du seh’n kannst, und für Verwünscht interpretierte er die Ballade So nah!.
2008 gründete Ofarim die Band Acht., die neben vielen Festival-Auftritten Vorgruppe bei der Tour von Alex Band, dem Sänger von The Calling, war. 2010 gründete er mit Neuzeitstürmer ein eigenes Label. Das Debütalbum von Acht., Stell Dir Vor, wurde 2010 veröffentlicht. 2012 nahm er an der zweiten Staffel der Casting-Show The Voice of Germany teil und schaffte es im Team von Xavier Naidoo bis ins Viertelfinale. Mit seinen Coverversionen von Iris (Goo Goo Dolls) und Man in the Mirror konnte er sich in den Charts platzieren. 2016 spielte er eine Hauptrolle im vom Theater Magdeburg aufgeführten Musical Hair auf dem Magdeburger Domplatz. Gemäß seiner Darstellung hat er bis Februar 2017 weltweit rund fünf Millionen Tonträger verkauft.
Anfang 2017 war er in der RTL-Show It Takes 2 Gesangscoach und erreichte mit Kandidatin Rebecca Siemoneit-Barum den zweiten Platz. Im selben Jahr steuerte er die deutsche Titelmelodie für die Serie Nils Holgersson auf KiKA bei, eine Neuauflage der Animationsserie Wunderbare Reise des kleinen Nils Holgersson mit den Wildgänsen. Anfang 2018 war er Musikpate in der KiKA-Sendung Dein Song. Im Februar 2020 erschien sein Album Alles auf Hoffnung.

### Filmrollen und Fernsehauftritte
1998 hatte Ofarim seine erste Rolle in der Serie Gute Zeiten, schlechte Zeiten, in der er fünf Episoden lang sich selbst spielte. 2004 wirkte er in der ProSieben-Produktion Endlich Sex! und 2006 im Fernseh-Zweiteiler Die Sturmflut mit. Ebenfalls 2006 war er im Psychothriller Strip Mind zu sehen. 2008 wirkte er in einer Episode der Jugend-Detektivserie Ein Fall für B.A.R.Z. mit, 2010 in der Krimi-Reihe Ein starkes Team. 2015 bekam er in der deutschen Mystery-Fernsehserie Armans Geheimnis eine wiederkehrende Rolle.
2017 nahm Ofarim als Kandidat an der 10. Staffel der RTL-Show Let’s Dance teil und siegte zusammen mit Tanzpartnerin Ekaterina Leonova. Ebenfalls 2017 wirkte er in der Kinokomödie Unter deutschen Betten und in Das Wasser des Lebens aus der Märchenreihe Sechs auf einen Streich der ARD mit. Auch spielte er in zwei Episoden der RTL-Serie Alles was zählt sich selbst. Nachdem er bereits für einige deutsche Fassungen von Film- und Fernsehproduktionen Musik beigesteuert hatte, übernahm er 2017 in My Little Pony: Der Film die Synchronrolle der Figur Capper. Im Juli 2017 stand er für eine Kampagne des Labels Tom Ford vor der Kamera. Außerdem nahm Ofarim im August 2017 an der VOX-Show Grill den Henssler teil.
2018 gewann er in der Sendung Schlag den Star gegen Pietro Lombardi. 2019 nahm Ofarim an der Sat.1-Produktion Das große Promibacken teil. 2019 nahm er an der ersten Staffel der ProSieben-Sendung The Masked Singer als Grashüpfer teil und belegte den 2. Platz. Im Mai 2020 nahm er am Free European Song Contest für Israel teil und belegte den fünften Platz. Des Weiteren war er Kandidat in der im Juli 2020 ausgestrahlten ProSieben-Sendung Die! Herz! Schlag! Show!. Im Juni 2021 veröffentlichte Ofarim seine Autobiografie Freiheit in mir.

### Davidstern-Skandal 2021

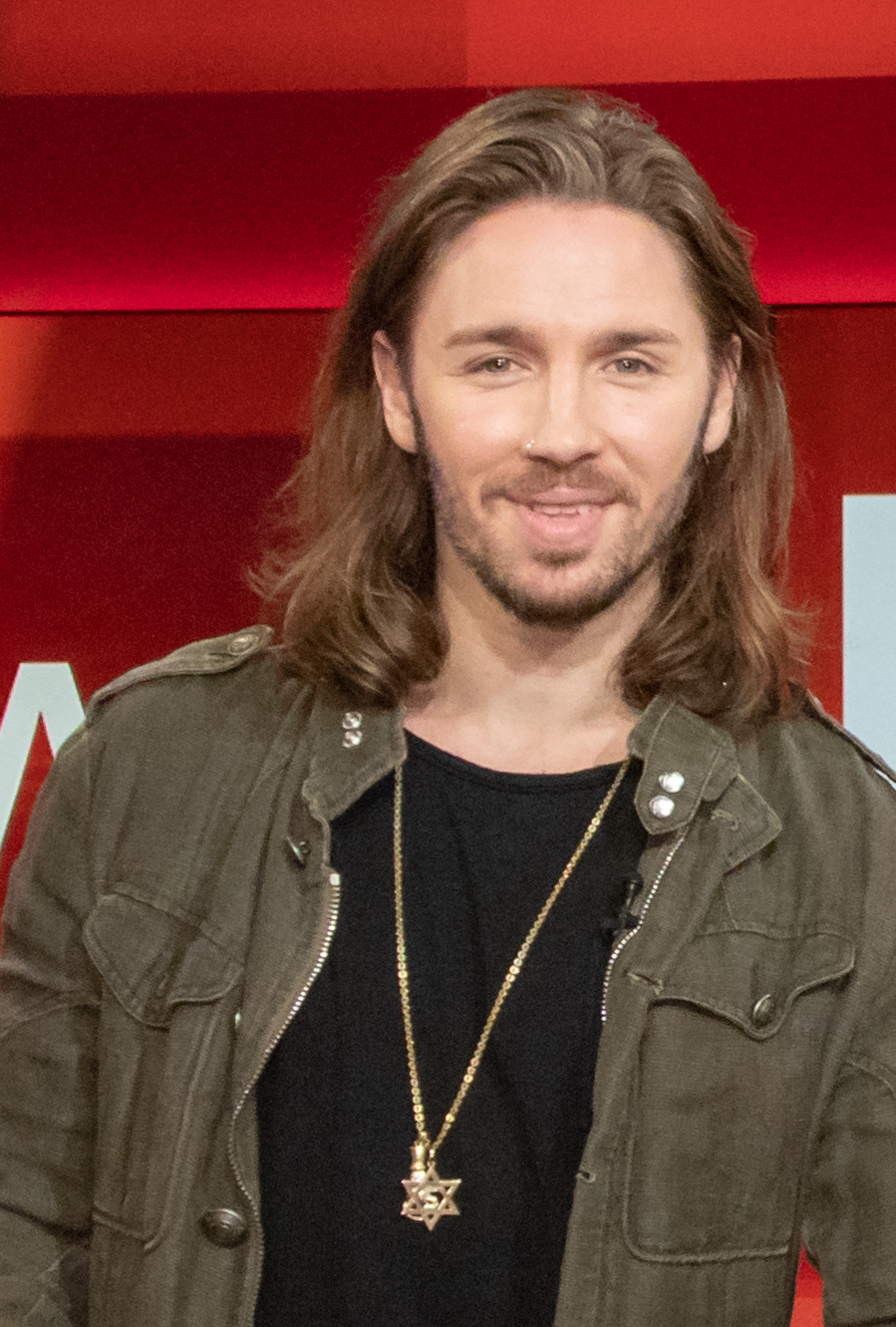
Gil Ofarim mit Davidstern-Halskette (2018)

Im Oktober 2021 kam es beim Einchecken im Hotel The Westin Leipzig zu Unstimmigkeiten zwischen Ofarim und einem Rezeptionisten. Daraufhin nahm Ofarim ein Video vor dem Hotel auf und veröffentlichte es auf Instagram. Darin sagte er, er habe wegen seiner Halskette mit Davidstern nicht einchecken dürfen und sei aufgefordert worden, „den Stern einzupacken“.
Die Staatsanwaltschaft Leipzig leitete ein Verfahren gegen den Hotelmitarbeiter ein, das im März 2022 eingestellt wurde. Aufnahmen der Überwachungskameras und Zeugenaussagen widersprachen der Darstellung Ofarims, dass er im Hotel die Kette sichtbar getragen habe. Im Gegenzug erhob die Staatsanwaltschaft Anklage gegen Ofarim wegen Verleumdung, falscher Verdächtigung und Betrugs.
Im November 2023 kam es zur Hauptverhandlung gegen Ofarim beim Landgericht Leipzig. Am sechsten Verhandlungstag gestand Ofarim, die Vorwürfe erfunden zu haben, und entschuldigte sich bei dem Hotelangestellten, der die Entschuldigung akzeptierte. Das Verfahren gegen Ofarim wurde unter der Auflage eingestellt, dass er einen Betrag in Höhe von jeweils 5000 Euro an die Jüdische Gemeinde zu Leipzig und die Gedenk- und Bildungsstätte – Haus der Wannsee-Konferenz zahlt. Hinzu kommt ein Schmerzensgeld an den beschuldigten Hotelangestellten.
Der Zentralrat der Juden in Deutschland verurteilte Ofarims Verhalten. Durch die über zwei Jahre hinweg aufrechterhaltenen falschen Antisemitismus-Beschuldigungen habe er all denen, die tatsächlich von Antisemitismus betroffen seien, großen Schaden zugefügt. Im November 2024 bat Ofarim die Öffentlichkeit um eine „zweite Chance“ und kündigte an, dass er im April 2025 wieder ein Konzert geben werde.

## Diskografie
Studioalben

| Jahr | Titel Musiklabel                                   | Höchstplatzierung, Gesamtwochen, AuszeichnungChartplatzierungen (Jahr, Titel, Musiklabel, Platzierungen, Wochen, Auszeichnungen, Anmerkungen) | Höchstplatzierung, Gesamtwochen, AuszeichnungChartplatzierungen (Jahr, Titel, Musiklabel, Platzierungen, Wochen, Auszeichnungen, Anmerkungen) | Höchstplatzierung, Gesamtwochen, AuszeichnungChartplatzierungen (Jahr, Titel, Musiklabel, Platzierungen, Wochen, Auszeichnungen, Anmerkungen) | Höchstplatzierung, Gesamtwochen, AuszeichnungChartplatzierungen (Jahr, Titel, Musiklabel, Platzierungen, Wochen, Auszeichnungen, Anmerkungen) | Höchstplatzierung, Gesamtwochen, AuszeichnungChartplatzierungen (Jahr, Titel, Musiklabel, Platzierungen, Wochen, Auszeichnungen, Anmerkungen) | Anmerkungen                                           |
| Jahr | Titel Musiklabel                                   | DE | AT | CH | UK | US | Anmerkungen                                           |
| ---- | -------------------------------------------------- | --- | --- | --- | --- | --- | ----------------------------------------------------- |
| 1998 | Here I Am RCA Records (BMG)                        | DE20 (8 Wo.)DE | AT47 (2 Wo.)AT | CH34 (2 Wo.)CH | — | — | Erstveröffentlichung: 25. Mai 1998 Verkäufe: + 75.000 |
| 1999 | The Album Ariola (BMG)                             | — | — | — | — | — | Erstveröffentlichung: 15. November 1999               |
| 2003 | On My Own Neotone Records (Sony)                   | — | — | — | — | — | Erstveröffentlichung: 26. Mai 2003                    |
| 2020 | Alles auf Hoffnung Electrola • We Love Music (UMG) | DE5 (15 Wo.)DE | AT71 (1 Wo.)AT | CH41 (1 Wo.)CH | — | — | Erstveröffentlichung: 28. Februar 2020                |

## Filmografie
Film und Fernsehen
- 1998: Gute Zeiten, schlechte Zeiten (Fernsehserie, Folgen 1x1631–1x1635)
- 2004: Endlich Sex!
- 2006: Die Sturmflut (Fernsehzweiteiler)
- 2006: Strip Mind
- 2008: Ein Fall für B.A.R.Z. (Fernsehserie, Folge 3x07 Böse Falle)
- 2010: Ein starkes Team (Fernsehserie, Folge 1x45 Dschungelkampf)
- 2015–2017: Armans Geheimnis (Fernsehserie)
- 2017: Unter deutschen Betten
- 2017: Alles was zählt (Fernsehserie, Folgen 1x2789–1x2790)
- 2017: Sechs auf einen Streich – Das Wasser des Lebens
- 2022: Die Passion

Synchronsprecher
- 2007: Verwünscht (Enchanted) … als Jon McLaughlin
- 2017: My Little Pony: Der Film (My Little Pony: The Movie) … als Capper